# Émile Hilaire Amagat

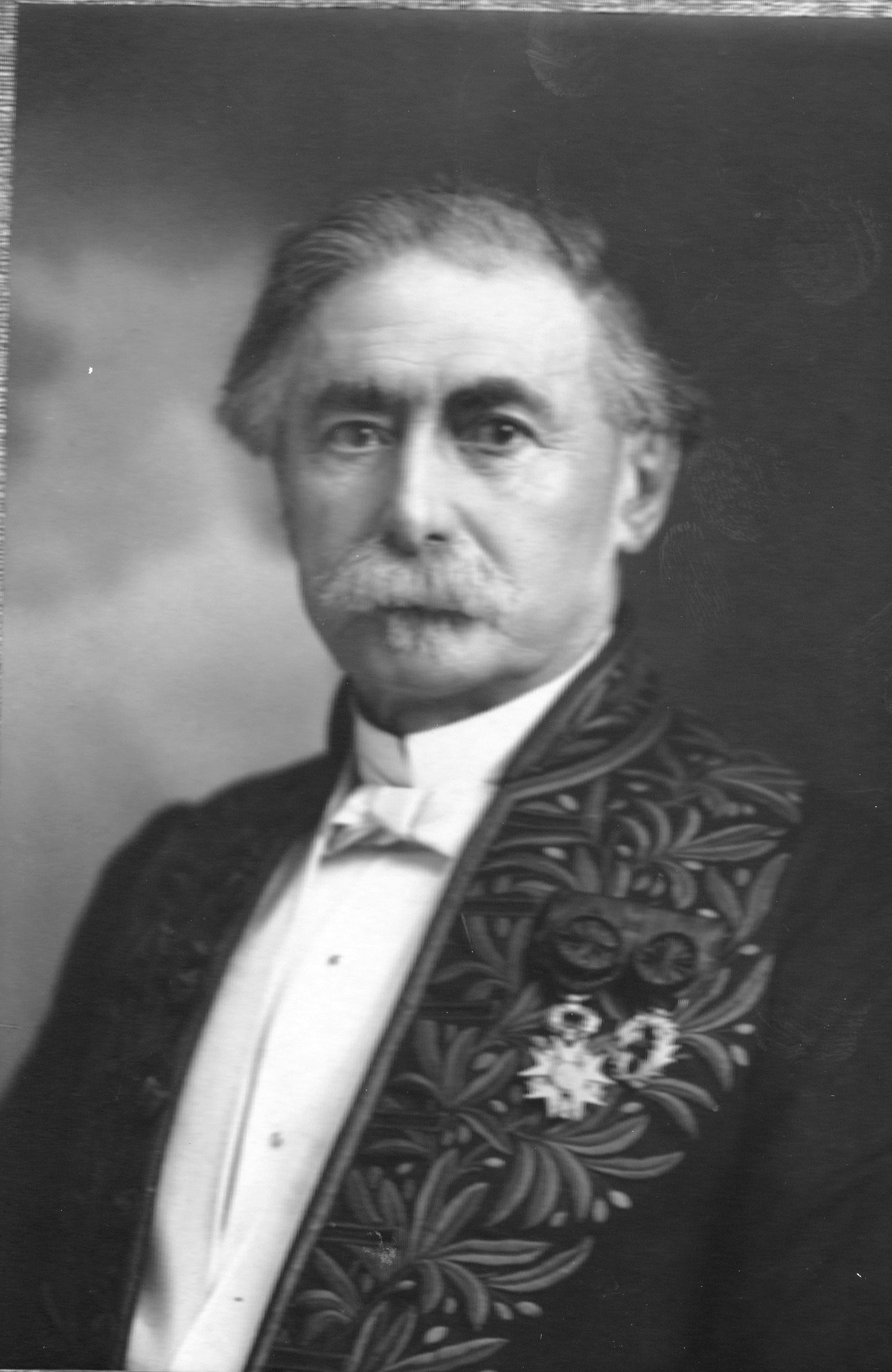
Émile Hilaire Amagat

Émile Hilaire Amagat (* 2. Januar 1841 in Saint-Satur, Département Cher; † 16. Februar 1915 ebenda) war ein französischer Physiker, der Gesetzmäßigkeiten von Flüssigkeiten und das Hochdruckverhalten von Gasen und Flüssigkeiten erforschte. Er entwickelte neue Apparate und Instrumente, die es ermöglichten, Drücke von mehr als 3000 Atmosphären zu erreichen, über zwei Größenordnungen größer als es bis zu diesem Zeitpunkt möglich war. Er führte eine detaillierte Studien über die Variation des Produkts Pv für eine große Anzahl von Gasen und die Wirkung von Betriebsvariablen auf das Minimum von Pv. Er machte umfangreiche und sehr genaue Messungen des Ausdehnungskoeffizienten von Gasen, Flüssigkeiten und Feststoffen und schlug eine Zustandsgleichung für echte Gase vor, die auf dem Konzept des Äthers Korrekturen für den Druck und das Volumen berücksichtigt.

## Leben
Émile-Hilaire Amagat wurde am 2. Januar 1841 in Saint-Satur geboren, einem Dorf im Bezirk Sancerre im Departement Cher, Frankreich. Seine erste Absicht war technischer Chemiker zu werden, aber er gab diese Karriere sehr früh auf, um sich der reinen Wissenschaft zuzuwenden. Mehrere Jahre lang war er Preparateur von Marcelin Berthelot am Collège de France. Zwischen 1867 und 1872 war er Professor für Mathematik und Physik am Lycée de Fribourg in der Schweiz. Dort schloss er seine thése de doctorate und erhielt im Februar 1872 den Titel docteurès-sciences von der Faculté de Sciences de Paris. Nach seiner Rückkehr nach Frankreich wurde er Professor an der Lycée d’Alençon, dann an der École Normale Spéciale de Cluny und 1877 Professor für Physik an der Faculté Libre des Sciences von Lyon. In dieser Institution gründete er den Fachbereich Physik und führte dort seine berühmtesten Forschungen durch. 1891 verließ er Lyon und ging nach Paris, um an der École polytechnique zu arbeiten. Er wurde am 5. Mai 1890 zum korrespondierenden Mitglied der Académie des Sciences (Sektion für Physik) gewählt und am 9. Juni 1902 zum ordentlichen Mitglied ernannt. Amagat erhielt viele Ehrungen für seine Beiträge zur Wissenschaft. Er wurde 1897 als ausländisches Mitglied in die Royal Society of London und in die Royal Society of Edinburgh berufen; er war unter anderem Ehrenmitglied der Sociéte Hollandaise des Sciences, der Société Scientifique de Bruxelles und der Philosophical Society of Manchester. Im Jahre 1893 verlieh die Académie des sciences ihm den Prix Lacaze pour la Physique. Amagat starb am 16. Februar 1915 in Saint-Satur. Nach ihm wurde die Einheit Amagat und das Gesetz von Amagat benannt.